# Kärleken är evig (sång)
Kärleken är evig är en sång, skriven av Torgny Söderberg 
(text & musik) och Per Gessle (text). Den framfördes första gången av Lena Philipsson i den svenska Melodifestivalen 1986. Den kom på andra plats med 42 poäng och betraktas som Lena Philipssons genombrottslåt. Singeln nådde som bäst en sjätteplats på försäljningslistan för singlar i Sverige. Melodin låg på Svensktoppen under sju veckor perioden 20 april–1 juni 1986, med andraplatsen under debutveckan som bästa placering.
Sången spelades 2001 även in av Drifters på albumet Om du vill ha mig.

## Listplaceringar
| Lista (1986) | Topplacering |
| ------------ | ------------ |
| Sverige      | 6            |